# Raymond Hood

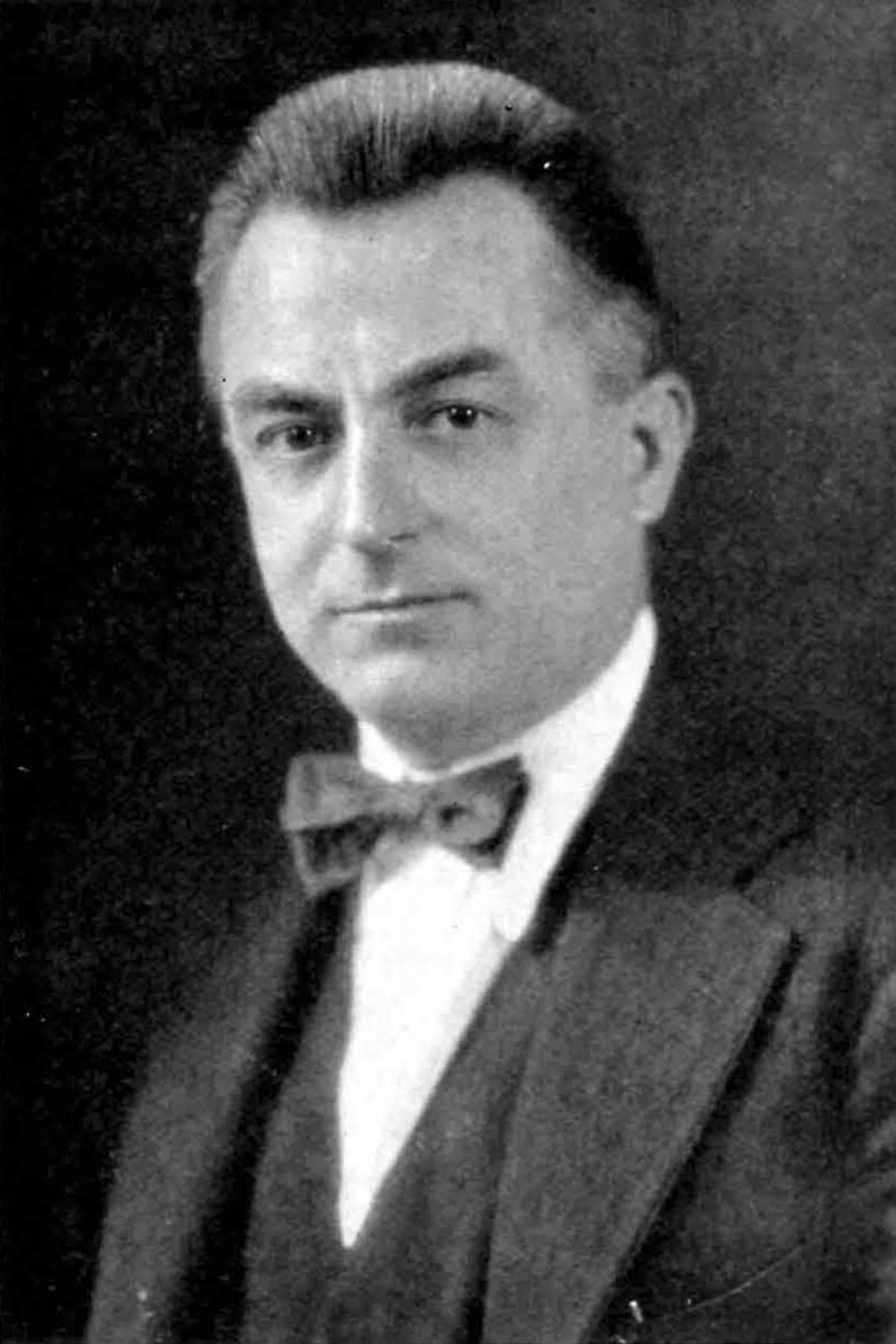
Raymond Hood (1923)

Raymond Mathewson Hood (* 29. März 1881 in Pawtucket; † 14. August 1934) war ein US-amerikanischer Architekt. Zu seinen bekanntesten Bauten zählen Wolkenkratzer wie der Tribune Tower in Chicago sowie das American Standard Building und das Daily News Building in Manhattan.

## Leben und Wirken
Hood wurde als Sohn von John Parmenter Hood, ein Kartonfabrikant, und seiner Frau Vella Mathewson in Pawtucket im Bundesstaat Rhode Island geboren. Im Jahr 1893 – im Alter von 12 Jahren – besuchte Hood mit seiner Familie die World’s Columbian Exposition in Chicago. 1898 machte er seinen Schulabschluss an der örtlichen Highschool. Noch im selben Jahr nahm er ein Studium an der Brown University auf. Dort wurde er in Mathematik, Rhetorik, Französisch und Zeichnen ausgebildet. 1899 wechselte er an das Massachusetts Institute of Technology und studierte dort bei dem französischen Professor und Beaux-Arts-Vertreter Constant-Désiré Despradelle. 
Nach Abschluss seines Studiums arbeitete er zunächst als Zeichner für das Büro Cram, Wentworth and Goodhue. Dort arbeitete er am Entwurf der klassizistischen Deborah Cook Sayles Public Library (heutige Pawtucket Public Library) mit, die von 1899 bis 1902 in seiner Geburtsstadt errichtet wurde.
Im Juni 1904 kehrte Hood zunächst nach Pawtucket zurück, bevor er mit der Absicht nach Europa aufbrach, an der École des Beaux-Arts in Paris zu studieren. Hood scheiterte jedoch bei seinem ersten Versuch im Oktober 1904 an der Aufnahmeprüfung. Nach kurzzeitigen Aufenthalten an der Académie Colarossi und der American Academy in Rome wurde er bei seinem zweiten Versuch 1905 angenommen. Sein Abschlussprojekt an der École war der Entwurf eines Rathauses für seine Heimatstadt Pawtucket.
Nach seiner Rückkehr in die USA arbeitete Hood unter anderem im Büro von Henry Hornbostel in Pittsburgh. Um 1914 zog Hood nach New York um, gründete dort ein eigenes Büro und teilte sich gemeinsam mit Rayne Adams, mit dem er zusammen am MIT sowie der École des Beaux-Arts studiert hatte, ein Büro im Gebäude 7 West 42nd Street, in unmittelbarer Nähe zum Bryant Park. 1916 machte Hood mit einem Plan für das Stadtzentrum von Providence auf sich aufmerksam; das herausragende Merkmal des Projekts war ein 180 m hoher Turm, dessen Giebelsockel den gesamten südlichen Rand des Exchange Place einnehmen sollte und der Gerichtssäle, Richterkammern, eine juristische Bibliothek, ein panoptisches Gefängnis, ein Zollhaus und Büros der städtischen Verwaltung beherbergen sollte. Der nie realisierte Plan wurde im Providence Journal unter der Überschrift A Striking Plan for Dignifying Civic Centre (deutsch: Ein bemerkenswerter Plan für ein würdiges Stadtzentrum) veröffentlicht. 
1922 lud ihn der New Yorker Architekt John Mead Howells, der ihn in Paris kennengelernt hatte ein, mit ihm am Wettbewerb um die Errichtung des Tribune Tower in Chicago teilzunehmen. Der neugotische Entwurf von Howells und Hood gewann den Wettbewerb und konnte sich gegen die Entwürfe prominenter Konkurrenten wie Eliel Saarinen, Walter Gropius und Adolf Loos durchsetzen. Der Gewinn des Wettbewerbs erwies sich als entscheidend für Hoods Karriere und begründete seinen weiteren Aufstieg.
Zu den Aufträgen, die Hood unmittelbar nach seinem Entwurf für den Tribune Tower erhielt, gehörte auch der Entwurf für das New Yorker Bürohochhaus für die American Radiator Company, das heutige American Standard Building. Der Entwurf entstand 1924 in Zusammenarbeit mit dem Architekten Jacques André Fouilhoux. Hood wandte sich einer lockeren Interpretation der gotischen Architektur zu und verkleidete das Gebäude mit schwarzem Backstein. Es folgten noch weitere Wolkenkratzer-Projekte in New York, darunter 330 West 42nd Street und das Daily News Building. Beim Bau des Rockefeller Center hatte Hood die Leitungsposition des Architektengruppe inne. 
Hood starb im Alter von 53 Jahren an den Folgen von Arthritis. Er wurde auf dem Sleepy Hollow Cemetery begraben.

## Bauten
- 1920: John Green Residence, New York City
- 1920: Mori Restaurant, 144-146 Bleecker Street, New York City
- 1924: St. Vincent de Paul Asylum, Tarrytown, mit Jacques André Fouilhoux
- 1924: Tribune Tower, Chicago, mit John Mead Howells
- 1924: Raymond Hood House (eigenes Wohnhaus), Stamford, Connecticut
- 1924: American Radiator Building, New York City
- 1925: Bethany Union Church, Chicago
- 1926: Ocean Forest Country Club, Myrtle Beach, South Carolina
- 1927: McCormick Mausoleum, Rockford, Illinois
- 1927: William R. Morris House, Greenwich, Connecticut
- 1927: 711 Fifth Avenue, New York City
- 1928: 3 East 84th Street, New York City, mit John Mead Howells
- 1929: Ideal House (heute Palladium House), London, Vereinigtes Königreich
- 1929: Daily News Building, New York City, mit John Mead Howells
- 1929: Masonic Temple, Scranton, Pennsylvania
- 1930: Beaux-Arts Apartments, New York City
- 1930: DuPont Building, Wilmington, Delaware
- 1930: Joseph Patterson Residence, Ossining, New York, mit Jacques André Fouilhoux
- 1931: Rex Cole Showrooms, Bay Ridge und Flushing, New York City
- 1931: 330 West 42nd Street (McGraw-Hill Building), New York City, mit Jacques André Fouilhoux
- 1933–1937: Rockefeller Center, New York City (als Leiter einer Architektengruppe)

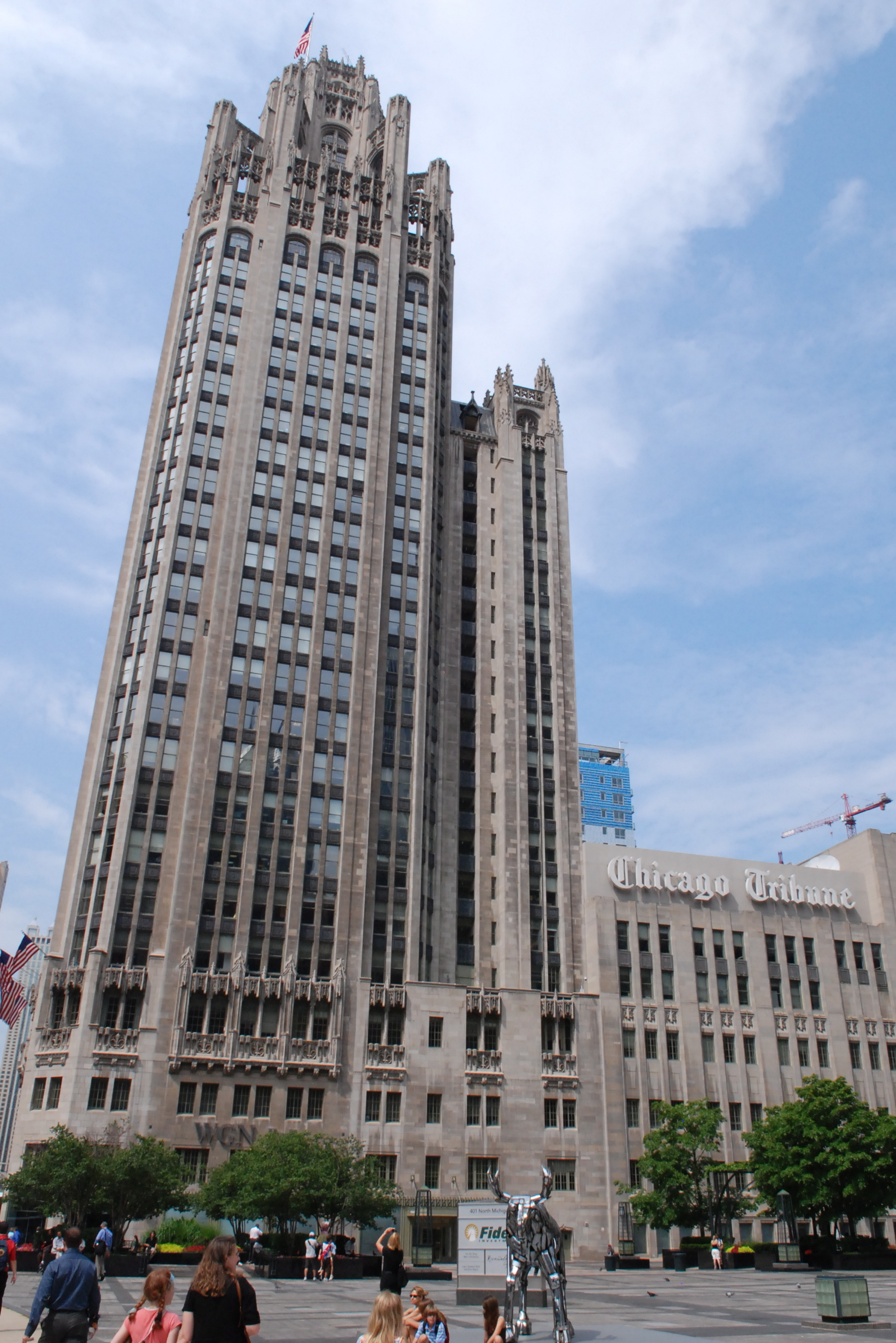
Tribune Tower, Chicago
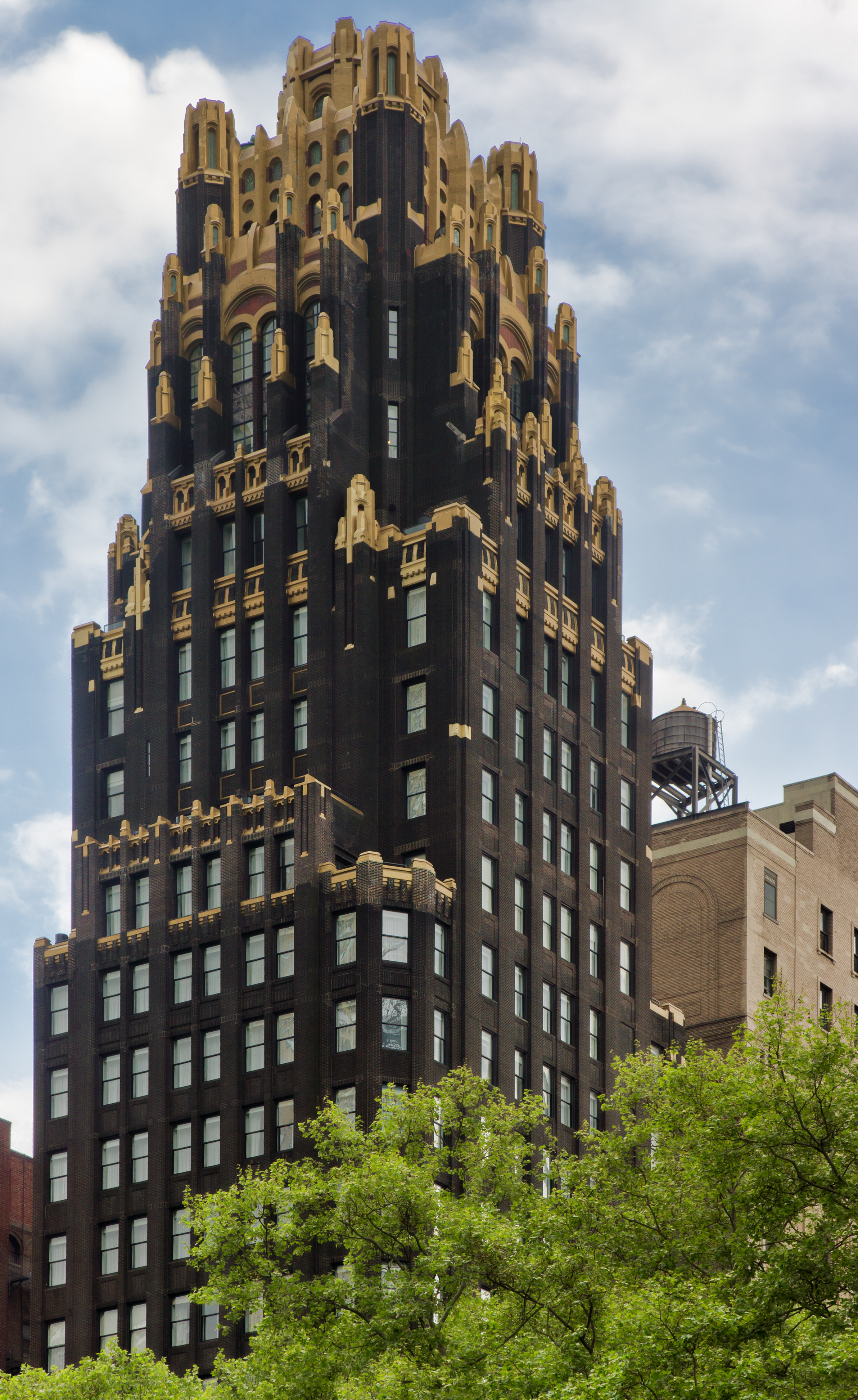
American Radiator Buildung, Manhattan
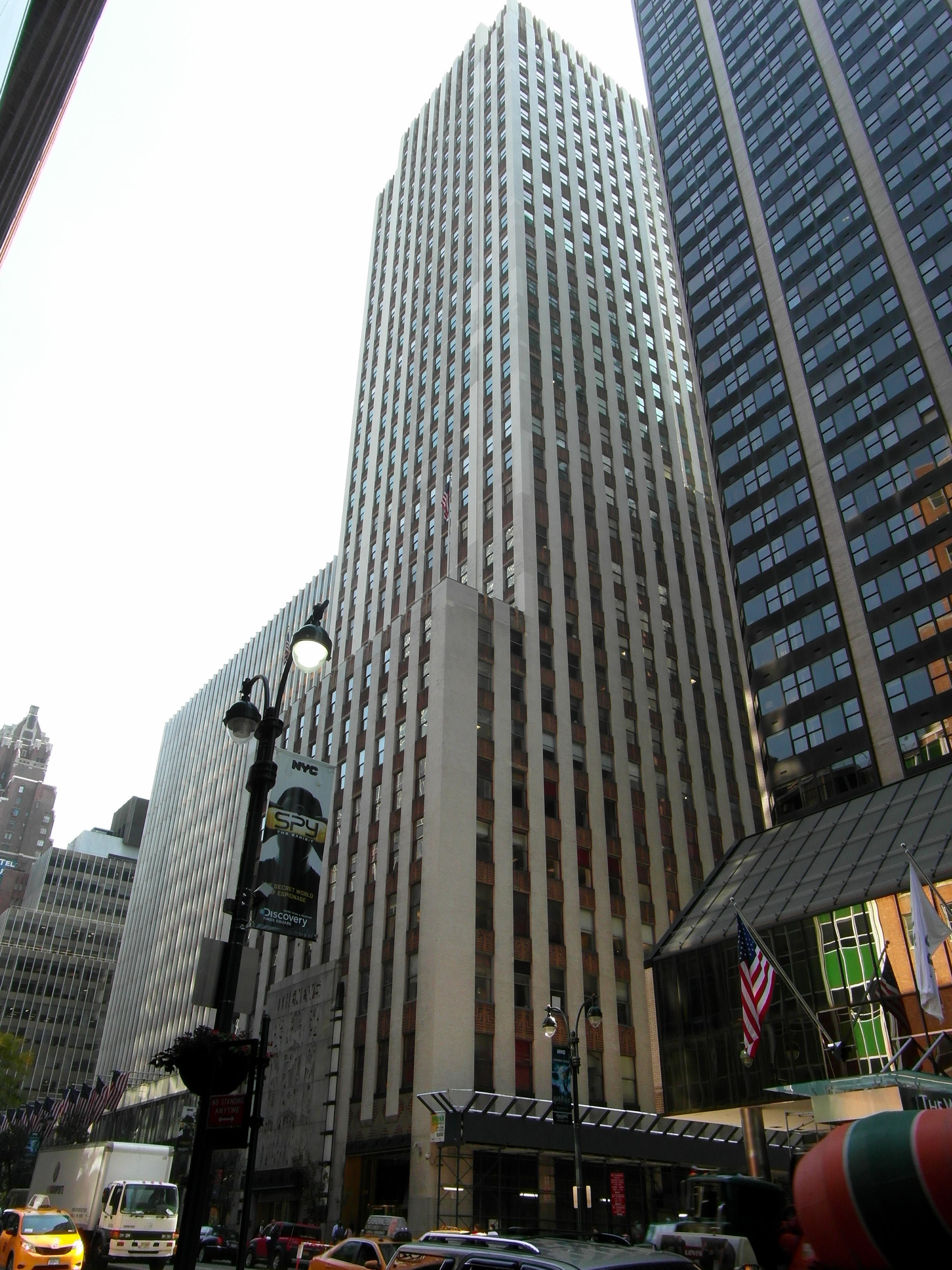
Daily News Building, Manhattan
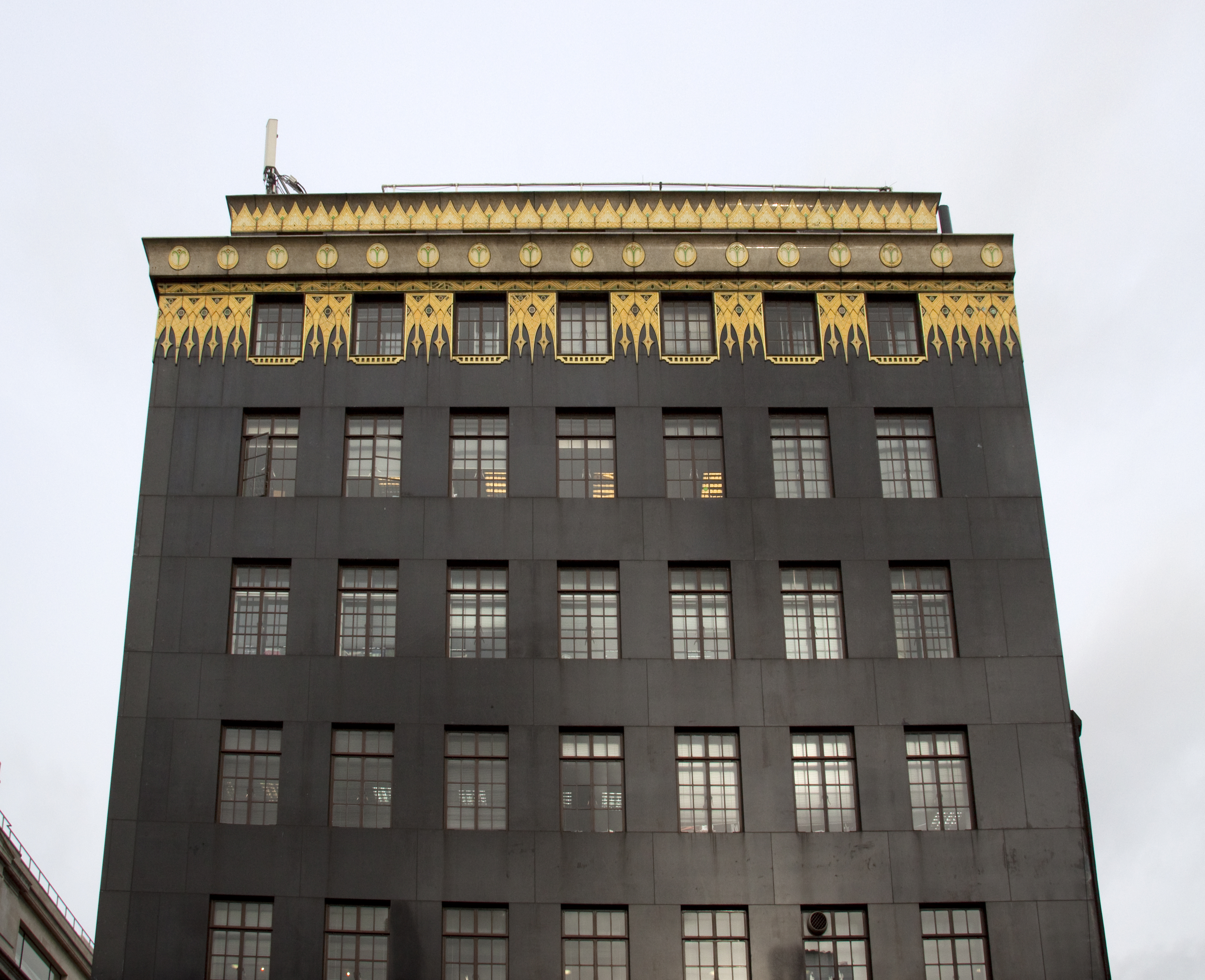
Ideal House, London
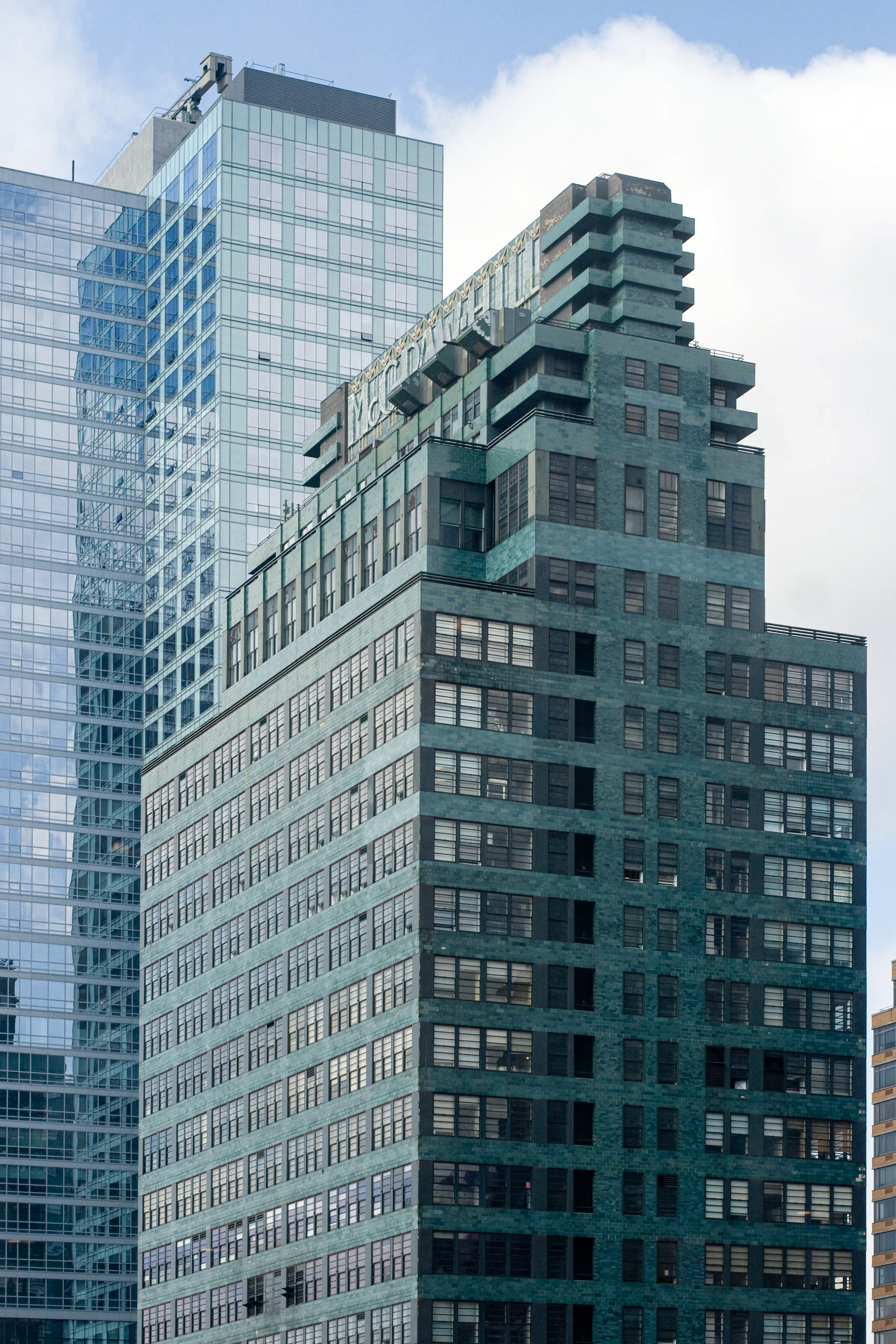
McGraw-Hill Building, Manhattan